# Ahasverus longulus
Ahasverus longulus är en skalbaggsart som först beskrevs av Willis Blatchley 1910.  Ahasverus longulus ingår i släktet Ahasverus och familjen smalplattbaggar. Inga underarter finns listade i Catalogue of Life.